# Manchester United F.C. mùa bóng 1907–08
Mùa giải 1907-08 là mùa giải thứ 16 của Manchester United trong Liên đoàn bóng đá.

## Giải bóng đá hạng nhất (First Division)
| Thời gian            | Đối thủ             | H/A | Tỷ số Bt-Bb | Cầu thủ ghi bàn                                       | Số lượng khán giả |
| -------------------- | ------------------- | --- | ----------- | ----------------------------------------------------- | ----------------- |
| 2 tháng 9 năm 1907   | Aston Villa         | A   | 4 – 1       | Meredith (2), Bannister, Wall                         | 20,000            |
| 7 tháng 9 năm 1907   | Liverpool           | H   | 4 – 0       | S. Turnbull (3), Wall                                 | 24,000            |
| 9 tháng 9 năm 1907   | Middlesbrough       | H   | 2 – 1       | S. Turnbull (2)                                       | 20,000            |
| 14 tháng 9 năm 1907  | Middlesbrough       | A   | 1 – 2       | Bannister                                             | 18,000            |
| 21 tháng 9 năm 1907  | Sheffield United    | H   | 2 – 1       | S. Turnbull (2)                                       | 25,000            |
| 28 tháng 9 năm 1907  | Chelsea             | A   | 4 – 1       | Meredith (2), S. Turnbull, Bannister                  | 40,000            |
| 5 tháng 10 năm 1907  | Nottingham Forest   | H   | 4 – 0       | Bannister, J. Turnbull, Wall, Own goal                | 20,000            |
| 12 tháng 10 năm 1907 | Newcastle United    | A   | 6 – 1       | Wall (2), Meredith, Roberts, S. Turnbull, J. Turnbull | 25,000            |
| 19 tháng 10 năm 1907 | Blackburn Rovers    | A   | 5 – 1       | S. Turnbull (3), J. Turnbull (2)                      | 30,000            |
| 26 tháng 10 năm 1907 | Bolton Wanderers    | H   | 2 – 1       | S. Turnbull, J. Turnbull                              | 35,000            |
| 2 tháng 11 năm 1907  | Birmingham City     | A   | 4 – 3       | Meredith (2), J. Turnbull, Wall                       | 20,000            |
| 9 tháng 11 năm 1907  | Everton             | H   | 4 – 3       | Wall (2), Meredith, Roberts                           | 6,000             |
| 16 tháng 11 năm 1907 | Sunderland          | A   | 2 – 1       | S. Turnbull (2)                                       | 30,000            |
| 23 tháng 11 năm 1907 | Arsenal             | H   | 4 – 2       | S. Turnbull (4)                                       | 10,000            |
| 30 tháng 11 năm 1907 | Sheffield Wednesday | A   | 0 – 2       |                                                       | 40,000            |
| 7 tháng 12 năm 1907  | Bristol City        | H   | 2 – 1       | Wall (2)                                              | 20,000            |
| 14 tháng 12 năm 1907 | Notts County        | A   | 1 – 1       | Meredith                                              | 11,000            |
| 21 tháng 12 năm 1907 | Manchester City     | H   | 3 – 1       | S. Turnbull (2), Wall                                 | 35,000            |
| 25 tháng 12 năm 1907 | Bury                | H   | 2 – 1       | Meredith, J. Turnbull                                 | 45,000            |
| 28 tháng 12 năm 1907 | Preston North End   | A   | 0 – 0       |                                                       | 12,000            |
| 1 tháng 1 năm 1908   | Bury                | A   | 1 – 0       | Wall                                                  | 29,500            |
| 18 tháng 1 năm 1908  | Sheffield United    | A   | 0 – 2       |                                                       | 17,000            |
| 25 tháng 1 năm 1908  | Chelsea             | H   | 1 – 0       | J. Turnbull                                           | 20,000            |
| 8 tháng 2 năm 1908   | Newcastle United    | H   | 1 – 1       | J. Turnbull                                           | 50,000            |
| 15 tháng 2 năm 1908  | Blackburn Rovers    | H   | 1 – 2       | S. Turnbull                                           | 15,000            |
| 29 tháng 2 năm 1908  | Birmingham City     | H   | 1 – 0       | S. Turnbull                                           | 12,000            |
| 14 tháng 3 năm 1908  | Sunderland          | H   | 3 – 0       | Bell, Berry, Wall                                     | 15,000            |
| 21 tháng 3 năm 1908  | Arsenal             | A   | 0 – 1       |                                                       | 20,000            |
| 25 tháng 3 năm 1908  | Liverpool           | A   | 4 – 7       | Wall (2), Bannister, J. Turnbull                      | 10,000            |
| 28 tháng 3 năm 1908  | Sheffield Wednesday | H   | 4 – 1       | Wall (2), Halse, S. Turnbull                          | 30,000            |
| 4 tháng 4 năm 1908   | Bristol City        | A   | 1 – 1       | Wall                                                  | 12,000            |
| 8 tháng 4 năm 1908   | Everton             | A   | 3 – 1       | Halse, S. Turnbull, Wall                              | 17,000            |
| 11 tháng 4 năm 1908  | Notts County        | H   | 0 – 1       |                                                       | 20,000            |
| 17 tháng 4 năm 1908  | Nottingham Forest   | A   | 0 – 2       |                                                       | 22,000            |
| 18 tháng 4 năm 1908  | Manchester City     | A   | 0 – 0       |                                                       | 40,000            |
| 20 tháng 4 năm 1908  | Aston Villa         | H   | 1 – 2       | Picken                                                | 10,000            |
| 22 tháng 4 năm 1908  | Bolton Wanderers    | A   | 2 – 2       | Halse, Stacey                                         | 18,000            |
| 25 tháng 4 năm 1908  | Preston North End   | H   | 2 – 1       | Halse, Own goal                                       | 8,000             |

| # | Câu lạc bộ        | Tr | T  | H  | B  | Bt | Bb | Hs | Điểm |
| - | ----------------- | -- | -- | -- | -- | -- | -- | -- | ---- |
| 1 | Manchester United | 38 | 23 | 6  | 9  | 81 | 48 | 33 | 52   |
| 2 | Aston Villa       | 38 | 17 | 9  | 12 | 77 | 59 | 18 | 43   |
| 3 | Manchester City   | 38 | 16 | 11 | 11 | 62 | 54 | 8  | 43   |

## FA Cup
| Thời gian           | Vòng đấu      | Đối thủ     | H/A | Tỷ số Bt-Bb | Cầu thủ ghi bàn     | Số lượng khán giả |
| ------------------- | ------------- | ----------- | --- | ----------- | ------------------- | ----------------- |
| 11 tháng 1 năm 1908 | Vòng đầu tiên | Blackpool   | H   | 3 – 1       | Wall (2), Bannister | 11,747            |
| 1 tháng 2 năm 1908  | Vòng 2        | Chelsea     | H   | 1 – 0       | S. Turnbull         | 25,184            |
| 22 tháng 2 năm 1908 | Vòng 3        | Aston Villa | A   | 2 – 0       | S. Turnbull, Wall   | 12,777            |
| 7 tháng 3 năm 1908  | Vòng 4        | Fulham      | A   | 1 – 2       | J. Turnbull         | 41,000            |

## FA Charity Shield
| Thời gian           | Đối thủ             | H/A | Tỷ số Bt-Bb | Cầu thủ ghi bàn       | Số lượng khán giả |
| ------------------- | ------------------- | --- | ----------- | --------------------- | ----------------- |
| 27 tháng 4 năm 1908 | Queens Park Rangers | N   | 1 – 1       | Meredith              | 6,000             |
| Trận đấu đá lại     |                     |     |             |                       |                   |
| 29 tháng 8 năm 1908 | Queens Park Rangers | N   | 4 – 0       | J. Turnbull (3), Wall | 6,000             |